# Spezia Calcio 2024-2025
Questa voce raccoglie le informazioni riguardanti lo Spezia Calcio nelle competizioni ufficiali della stagione 2024-2025.

## Stagione
Nella stagione 2024-2025 lo Spezia disputa il campionato di Serie B, e dopo l'ottimo finale della scorsa stagione, viene confermato il tecnico Luca D'Angelo. Al termine del girone di andata gli spezzini sono terzi con 38 punti, in piena lotta promozione. A fine campionato confermano il terzo posto con 66 punti, qualificandosi per i play-off, dove però perdono la finale contro la Cremonese.

## Divise e sponsor
Il fornitore di materiale è Kappa, mentre gli sponsor sono Spigas e Iozz (sulla manica). Le due divise sono identiche e a colori invertiti, eccezion fatta per i dettagli dorati su quella da trasferta. La terza invece è rossa con decorazioni differenti.
| Casa | Casa (alternativa) | Trasferta |

## Organigramma societario
Area direttiva
- Presidente: Philip Raymond Platek Jr
- Vice presidente: Andrea Corradino
- Amministratori delegati: Andrea Gazzoli e Nicolò Peri

Area organizzativa
- Team manager: Lorenzo Ferretti

Area sanitaria
- Responsabile: Vincenzo Salini
- Medici sociali: Michael Coli e Maurizio Graziano

Area tecnica
- Direttore sportivo: Stefano Melissano
- Allenatore: Luca D'Angelo
- Allenatore in seconda: Riccardo Taddei
- Collaboratore tecnico: Giuseppe Leonetti
- Preparatori atletici: Marco Greco e Stefano Cappelli
- Preparatore dei portieri: Massimo Gazzoli

## Rosa
Rosa aggiornata al 30 ottobre 2024.
| N. |                     | Ruolo | Calciatore             |
| -- | ------------------- | ----- | ---------------------- |
| 1  | Senegal (bandiera)  | P     | Mouhamadou Sarr        |
| 2  | Polonia (bandiera)  | D     | Przemysław Wiśniewski  |
| 4  | Spagna (bandiera)   | D     | Salvador Ferrer        |
| 5  | Italia (bandiera)   | C     | Salvatore Esposito     |
| 6  | Italia (bandiera)   | C     | Duccio Degli Innocenti |
| 7  | Italia (bandiera)   | A     | Salvatore Elia         |
| 8  | Ungheria (bandiera) | C     | Ádám Nagy              |
| 9  | Italia (bandiera)   | A     | Francesco Pio Esposito |
| 11 | Italia (bandiera)   | A     | Diego Falcinelli       |
| 12 | Italia (bandiera)   | P     | Diego Mascardi         |
| 13 | Polonia (bandiera)  | D     | Arkadiusz Reca         |
| 17 | Croazia (bandiera)  | A     | Antonio Čolak          |
| 19 | Italia (bandiera)   | A     | Riccardo Di Giorgio    |
| 20 | Italia (bandiera)   | A     | Giuseppe Di Serio      |
| 22 | Italia (bandiera)   | P     | Gian Marco Crespi      |

| N. |                      | Ruolo | Calciatore               |
| -- | -------------------- | ----- | ------------------------ |
| 25 | Italia (bandiera)    | C     | Filippo Bandinelli       |
| 27 | Italia (bandiera)    | A     | Edoardo Soleri           |
| 29 | Italia (bandiera)    | C     | Francesco Cassata        |
| 31 | Italia (bandiera)    | D     | Giuseppe Aurelio         |
| 32 | Italia (bandiera)    | D     | Luca Vignali             |
| 36 | Italia (bandiera)    | C     | Pietro Candelari         |
| 37 | Rep. Ceca (bandiera) | D     | Aleš Matějů              |
| 44 | Italia (bandiera)    | D     | Mattia Benvenuto         |
| 55 | Bulgaria (bandiera)  | D     | Petko Hristov (capitano) |
| 65 | Italia (bandiera)    | D     | Simone Giorgeschi        |
| 66 | Italia (bandiera)    | P     | Stefano Gori             |
| 77 | Italia (bandiera)    | D     | Nicolò Bertola           |
| 80 | Italia (bandiera)    | C     | Rachid Kouda             |
| 82 | Italia (bandiera)    | C     | Halid Djankpata          |
| 95 | Italia (bandiera)    | P     | Nicola Mosti             |

## Calciomercato

### Sessione estiva(dall'1/7 al 30/8)
| Acquisti | Acquisti | Acquisti | Acquisti |
| R.       | Nome     | da       | Modalità |
| -------- | -------- | -------- | -------- |

| Cessioni | Cessioni | Cessioni | Cessioni |
| R.       | Nome     | a        | Modalità |
| -------- | -------- | -------- | -------- |

### Sessione invernale(dal 2/1 al 3/2)
| Acquisti | Acquisti           | Acquisti | Acquisti   |
| R.       | Nome               | da       | Modalità   |
| -------- | ------------------ | -------- | ---------- |
| P        | Leandro Chichizola | Parma    | definitivo |
| A        | Gianluca Lapadula  | Cagliari | definitivo |

| Cessioni | Cessioni          | Cessioni | Cessioni |
| R.       | Nome              | a        | Modalità |
| -------- | ----------------- | -------- | -------- |
| P        | Gian Marco Crespi | Caldiero | prestito |

## Risultati

### Serie B

#### Girone di andata
| Arbitro: | Manganiello (Pinerolo) |

|                             |           |                               |
| Touré 45+6’ Canestrelli 78’ | Marcatori | 21’ P. Esposito 45+2’ Bertola |

| Arbitro: | Pezzuto (Lecce) |

|                                       |           |          |
| S. Esposito 75’ (rig.) Aurelio 90'+2’ | Marcatori | 38’ Çuni |

| Cosenza 28 agosto 2024, ore 20:30 CEST 3ª giornata | Cosenza             | 0 – 0 referto | Spezia | Stadio San Vito-Gigi Marulla (8 006 spett.)\| Arbitro: \| Di Marco (Ciampino) \| |
| Arbitro:                                           | Di Marco (Ciampino) |               |        |                                                                                  |

| Arbitro: | Aureliano (Bologna) |

|                           |           |          |
| Soleri 84’ Bertola 90+11’ | Marcatori | 5’ Berti |

| Arbitro: | Rapuano (Rimini) |

|                                                         |           |                     |
| P. Esposito 24’, 61’ S. Esposito 48’ (rig.) Hristov 82’ | Marcatori | 5’ Cerri 74’ Oliana |

| Reggio Emilia 28 settembre 2024, ore 15:00 CEST 7ª giornata | Sassuolo          | 0 – 0 referto | Spezia | Mapei Stadium - Città del Tricolore (5 405 spett.)\| Arbitro: \| Piccinini (Forlì) \| |
| Arbitro:                                                    | Piccinini (Forlì) |               |        |                                                                                       |

| Arbitro: | Bonacina (Bergamo) |

|                 |           |  |
| P. Esposito 36’ | Marcatori |  |

| Arbitro: | Ghersini (Genova) |

|  |           |                        |
|  | Marcatori | 54’ Soleri 73’ Bertola |

| La Spezia 25 ottobre 2024, ore 20:30 CEST 10ª giornata | Spezia                  | 0 – 0 referto | Bari | Stadio Alberto Picco (7 460 spett.)\| Arbitro: \| Arena (Torre del Greco) \| |
| Arbitro:                                               | Arena (Torre del Greco) |               |      |                                                                              |

| Arbitro: | Manganiello (Pinerolo) |

|             |           |              |
| Verreth 52’ | Marcatori | 32’ Di Serio |

| Arbitro: | Rutella (Enna) |

|                 |           |  |
| P. Esposito 39’ | Marcatori |  |

| Arbitro: | Ferrieri Caputi (Livorno) |

|                                                   |           |  |
| Pietrangeli 7’ (aut.) P. Esposito 41’ Vignali 70’ | Marcatori |  |

| Arbitro: | Prontera (Bologna) |

|                                  |           |  |
| Baniya 35’ Wiśniewski 64’ (aut.) | Marcatori |  |

| Arbitro: | Rutella (Enna) |

|                                                                                  |           |  |
| P. Esposito 34’ Kastrati 43’ (aut.) S. Esposito 45+3’ (rig.), 53’ Wiśniewski 67’ | Marcatori |  |

| Genova 14 dicembre 2024, ore 17:15 CET 17ª giornata | Sampdoria           | 0 – 0 referto | Spezia | Stadio Luigi Ferraris (20 817 spett.)\| Arbitro: \| Aureliano (Bologna) \| |
| Arbitro:                                            | Aureliano (Bologna) |               |        |                                                                            |

| Arbitro: | Arena (Torre del Greco) |

|                  |           |                 |
| Falcinelli 90+3’ | Marcatori | 18’ Debenedetti |

#### Girone di ritorno
| Arbitro: | Pairetto (Nichelino) |

|                                           |           |  |
| Falletti 42’ (rig.) Wiśniewski 56’ (aut.) | Marcatori |  |

| Arbitro: | Sozza (Seregno) |

|  |           |                                          |
|  | Marcatori | 20’ 45+4’ P. Esposito 50’ Kouda 58’ Elia |

| Arbitro: | Piccinini (Forlì) |

|                 |           |                |
| Vignali 8’, 75’ | Marcatori | 35’ Mulattieri |

| Arbitro: | Ayroldi (Molfetta) |

|  |           |                                  |
|  | Marcatori | 20’ Vignali 33’ (aut.) Carissoni |

| Arbitro: | Ghersini (Genova) |

|                                 |           |                          |
| P. Esposito 90+2’ Aurelio 90+5’ | Marcatori | 1’ Ranocchia 72’ Brunori |

| Arbitro: | Pezzuto (Lecce) |

|            |           |                 |
| Defrel 41’ | Marcatori | 23’ P. Esposito |

| Arbitro: | Ayroldi (Molfetta) |

|            |           |            |
| Odogwu 26’ | Marcatori | 29’ Matějů |

| Arbitro: | Mariani (Aprilia) |

|                                                |           |                                   |
| S. Esposito 45’ P. Esposito 58’ Wiśniewski 65’ | Marcatori | 37’ (aut.) Wiśniewski 47’ Meister |

| Cesena 15 marzo 2025, ore 15:00 CET 30ª giornata | Cesena             | 0 – 0 referto | Spezia | Orogel Stadium-Dino Manuzzi (11 927 spett.)\| Arbitro: \| Prontera (Bologna) \| |
| Arbitro:                                         | Prontera (Bologna) |               |        |                                                                                 |

| Arbitro: | Feliciani (Teramo) |

|  |           |             |
|  | Marcatori | 4’ Borrelli |

| Arbitro: | Rapuano (Rimini) |

|                  |           |  |
| Lapadula 65’ 73’ | Marcatori |  |

| Arbitro: | Ghersini (Genova) |

|                      |           |                             |
| Maggioni 80’, 90+4'’ | Marcatori | 18’ Aurelio 52’ S. Esposito |

| Arbitro: | Di Marco (Ciampino) |

|                                             |           |               |
| Elia 14’ Kouda 29’ P. Esposito 45+3’ (rig.) | Marcatori | 48’ Artistico |

| Frosinone 25 aprile 2025, ore CEST 35ª giornata                                  | Frosinone | 2 – 2 referto                  | Spezia | Stadio Benito Stirpe (11 255 spett.) |
| \| \| \| \| \| Bohinen 9’, 39’ \| Marcatori \| 15’ Bandinelli 75’ S. Esposito \| |           |                                |        |                                      |
|                                                                                  |           |                                |        |                                      |
| Bohinen 9’, 39’                                                                  | Marcatori | 15’ Bandinelli 75’ S. Esposito |        |                                      |

| Arbitro: | Fourneau (Roma 1) |

|                       |           |  |
| Kouda 22’ Vignali 79’ | Marcatori |  |

| Arbitro: | Guida (Pompei) |

|                         |           |              |
| Portanova 40’ Gondo 51’ | Marcatori | 15’ Lapadula |

| Arbitro: | Rutella (Enna) |

|                                     |           |                                      |
| P. Esposito 69’ Lapadula 75’ (rig.) | Marcatori | 13’ Barbieri 17’ Azzi 43’ Vandeputte |

### Play-off

#### Semifinali
| Arbitro: | Bonacina (Bergamo) |

|  |           |                              |
|  | Marcatori | 49’ Di Serio 61’ P. Esposito |

| Arbitro: | Marchetti (Ostia Lido) |

|                            |           |               |
| Aurelio 36’ Wiśniewski 61’ | Marcatori | 31’ Cassandro |

#### Finale
| Cremona 29 maggio 2025, ore 20:30 CEST Finale - Andata | Cremonese            | 0 – 0 referto | Spezia | Stadio Giovanni Zini (14 100 spett.)\| Arbitro: \| Pairetto (Nichelino) \| |
| Arbitro:                                               | Pairetto (Nichelino) |               |        |                                                                            |

| Arbitro: | Colombo (Como) |

|                             |           |                                |
| P. Esposito 83’ Vignali 85’ | Marcatori | 25’, 79’ De Luca 62’ Collocolo |

### Coppa Italia

#### Turni eliminatori
| Arbitro: | Rutella (Enna) |

|                                  |                      |                                               |
| Kallon 53’ Dia 68’ (rig.), 90+3’ | Marcatori            | 43’ Candelari 45’, 56’ Soleri                 |
| Dia Kallon Simy Bronn Bradarić   | Tiri di rigore 5 – 4 | Di Serio Hristov Nagy S. Esposito P. Esposito |

## Statistiche

### Statistiche di squadra
| Competizione | Punti | In casa | In casa | In casa | In casa | In casa | In casa | In trasferta | In trasferta | In trasferta | In trasferta | In trasferta | In trasferta | Totale | Totale | Totale | Totale | Totale | Totale | DR  |
| Competizione | Punti | G       | V       | N       | P       | Gf      | Gs      | G            | V            | N            | P            | Gf           | Gs           | G      | V      | N      | P      | Gf     | Gs     | DR  |
| ------------ | ----- | ------- | ------- | ------- | ------- | ------- | ------- | ------------ | ------------ | ------------ | ------------ | ------------ | ------------ | ------ | ------ | ------ | ------ | ------ | ------ | --- |
| Serie B      | 66    | 19      | 12      | 4       | 3       | 36      | 17      | 19           | 5            | 11           | 3            | 23           | 16           | 38     | 17     | 15     | 6      | 59     | 33     | +26 |
| Play-off     | -     | 2       | 1       | 0       | 1       | 4       | 4       | 2            | 1            | 1            | 0            | 2            | 0            | 4      | 2      | 1      | 1      | 6      | 4      | +2  |
| Coppa Italia |       | 0       | 0       | 0       | 0       | 0       | 0       | 1            | 0            | 1            | 0            | 3            | 3            | 1      | 0      | 1      | 0      | 3      | 3      | 0   |
| Totale       | -     | 21      | 13      | 4       | 4       | 40      | 21      | 22           | 6            | 13           | 3            | 28           | 19           | 43     | 19     | 17     | 7      | 68     | 40     | +28 |

### Andamento in campionato
| Giornata  | 1  | 2 | 3 | 4 | 5 | 6 | 7 | 8 | 9 | 10 | 11 | 12 | 13 | 14 | 15 | 16 | 17 | 18 | 19 | 20 | 21 | 22 | 23 | 24 | 25 | 26 | 27 | 28 | 29 | 30 | 31 | 32 | 33 | 34 | 35 | 36 | 37 | 38 |
| --------- | -- | - | - | - | - | - | - | - | - | -- | -- | -- | -- | -- | -- | -- | -- | -- | -- | -- | -- | -- | -- | -- | -- | -- | -- | -- | -- | -- | -- | -- | -- | -- | -- | -- | -- | -- |
| Luogo     | T  | C | T | C | T | C | T | C | T | C  | T  | C  | T  | C  | T  | C  | T  | T  | C  | T  | C  | T  | C  | T  | C  | T  | C  | T  | C  | T  | C  | C  | T  | C  | T  | C  | T  | C  |
| Risultato | N  | V | N | V | N | V | N | V | V | N  | N  | V  | V  | V  | P  | V  | N  | V  | N  | P  | N  | V  | V  | V  | N  | N  | P  | N  | V  | N  | P  | V  | N  | V  | N  | V  | P  | P  |
| Posizione | 12 | 5 | 8 | 3 | 3 | 2 | 2 | 2 | 2 | 3  | 3  | 3  | 3  | 2  | 3  | 3  | 3  | 2  | 3  | 3  | 3  | 3  | 3  | 3  | 3  | 3  | 3  | 3  | 3  | 3  | 3  | 3  | 3  | 3  | 3  | 3  | 3  | 3  |

Legenda:

Luogo: C = Casa; T = Trasferta. Risultato: V = Vittoria; N = Pareggio; P = Sconfitta.

### Statistiche dei giocatori
| Giocatore          | Serie B  | Serie B | Serie B     | Serie B    | Coppa Italia | Coppa Italia | Coppa Italia | Coppa Italia | Totale   | Totale | Totale      | Totale     |
| Giocatore          | Presenze | Reti    | Ammonizioni | Espulsioni | Presenze     | Reti         | Ammonizioni  | Espulsioni   | Presenze | Reti   | Ammonizioni | Espulsioni |
| ------------------ | -------- | ------- | ----------- | ---------- | ------------ | ------------ | ------------ | ------------ | -------- | ------ | ----------- | ---------- |
| G. Aurelio         | 25+4     | 3+1     | 0+1         | 0          | 1            | 0            | 0            | 0            | 30       | 4      | 1           | 0          |
| F. Bandinelli      | 28+4     | 1       | 8+1         | 0          | 1            | 0            | 0            | 0            | 33       | 1      | 9           | 0          |
| M. Benvenuto       | 1        | 0       | 0           | 0          | 0            | 0            | 0            | 0            | 1        | 0      | 0           | 0          |
| N. Bertola         | 28       | 3       | 5           | 1          | 1            | 0            | 1            | 0            | 29       | 3      | 6           | 1          |
| P. Candelari       | 19+1     | 0       | 1           | 0          | 1            | 1            | 0            | 0            | 21       | 1      | 1           | 0          |
| F. Cassata         | 28+4     | 0       | 8+1         | 2          | 0            | 0            | 0            | 0            | 32       | 0      | 9           | 2          |
| L. Chichizola      | 11       | -10     | 1           | 0          | 0            | 0            | 0            | 0            | 11       | -10    | 1           | 0          |
| A. Čolak           | 24+2     | 1       | 0           | 0          | 0            | 0            | 0            | 0            | 26       | 1      | 0           | 0          |
| D. Degli Innocenti | 17       | 0       | 3           | 0          | 0            | 0            | 0            | 0            | 17       | 0      | 3           | 0          |
| G. Di Serio        | 30+4     | 1+1     | 7           | 0          | 0            | 0            | 0            | 0            | 34       | 2      | 7           | 0          |
| S. Elia            | 31+4     | 2       | 5+1         | 0          | 1            | 0            | 1            | 0            | 36       | 2      | 7           | 0          |
| P. Esposito        | 35+4     | 17+2    | 7+2         | 0          | 1            | 0            | 0            | 0            | 40       | 19     | 9           | 0          |
| S. Esposito        | 34+2     | 7       | 6           | 0          | 1            | 0            | 0            | 0            | 37       | 7      | 6           | 0          |
| D. Falcinelli      | 22+3     | 1       | 1+1         | 0          | 1            | 0            | 0            | 0            | 26       | 1      | 2           | 0          |
| S. Ferrer          | 1        | 0       | 0           | 0          | 0            | 0            | 0            | 0            | 1        | 0      | 0           | 0          |
| S. Giorgeschi      | 2        | 0       | 0           | 0          | 0            | 0            | 0            | 0            | 2        | 0      | 0           | 0          |
| S. Gori            | 23+4     | -19+-4  | 0           | 0          | 0            | 0            | 0            | 0            | 27       | -23    | 0           | 0          |
| P. Hristov         | 34+4     | 2       | 7+1         | 0          | 1            | 0            | 0            | 0            | 39       | 2      | 8           | 0          |
| R. Kouda           | 17+4     | 3       | 3           | 0          | 0            | 0            | 0            | 0            | 21       | 3      | 3           | 0          |
| G. Lapadula        | 13+1     | 4       | 1           | 1          | 0            | 0            | 0            | 0            | 14       | 4      | 1           | 1          |
| A. Mateju          | 34+4     | 1       | 7+1         | 0          | 1            | 0            | 0            | 0            | 39       | 1      | 8           | 0          |
| A. Nagy            | 30+4     | 0       | 4+1         | 0          | 1            | 0            | 0            | 0            | 35       | 0      | 5           | 0          |
| A. Reca            | 25+3     | 0       | 4+1         | 0          | 0            | 0            | 0            | 0            | 28       | 0      | 5           | 0          |
| M. Sarr            | 4        | -4      | 0           | 0          | 1            | -3           | 0            | 0            | 5        | -7     | 0           | 0          |
| E. Soleri          | 20       | 3       | 4           | 0          | 1            | 2            | 0            | 0            | 21       | 5      | 4           | 0          |
| L. Vignali         | 29+3     | 5+1     | 9           | 1          | 1            | 0            | 0            | 0            | 33       | 6      | 9           | 1          |
| P. Wiśniewski      | 32+4     | 2+1     | 8           | 1          | 1            | 0            | 0            | 0            | 37       | 3      | 8           | 1          |

### Fonti
1. ↑   Statistiche Spettatori Serie B 2024-25, su stadiapostcards.com. URL consultato il 14 gennaio 2025.
2. ↑   Ufficiale Bentornato a casa Leandro Chichizola!, su speziacalcio.com, 9 gennaio 2025. URL consultato il 14 gennaio 2025.
3. ↑   LEANDRO CHICHIZOLA ALLO SPEZIA CALCIO A TITOLO DEFINITIVO, su parmacalcio1913.com, 9 gennaio 2025. URL consultato il 14 gennaio 2025.
4. ↑   Crespi in prestito al Caldiero Terme, su speziacalcio.com, 2 gennaio 2025. URL consultato il 14 gennaio 2025.
5. ↑   BENVENUTO GIAN MARCO CRESPI, su asdcalciocaldieroterme.it, 2 gennaio 2025. URL consultato il 14 gennaio 2025.
6. ↑   Spezia-Frosinone: il dato spettatori. Ad assistere al match c'erano..., su tuttofrosinone.com, 25 agosto 2024. URL consultato il 1º settembre 2024.
7. ↑   COSENZA – SPEZIA 0-0, su ilcosenza.it, 28 agosto 2024. URL consultato il 29 agosto 2024 (archiviato l'11 settembre 2024).
8. ↑   COMUNICATO UFFICIALE N. 16 DEL 13 AGOSTO 2024 (PDF), su d5rzfs5ck83rq.cloudfront.net, legab.it, 13 agosto 2024. URL consultato il 16 agosto 2024.
9. ↑   Cremonese-Spezia 1-1: un punto d’oro per gli Aquilotti, su ligurianotizie.it, 15 settembre 2024. URL consultato il 16 settembre 2024.
10. ↑   Beffa evitata nel recupero, Spezia terzo con una sola sconfitta al giro di boa, su cittadellaspezia.com, 26 dicembre 2024. URL consultato il 14 gennaio 2025.
11. ↑   Serie BKT, 21° Turno, Spezia-Juve Stabia 1-1: tabellino e cronaca del match, su ssjuvestabia.it, 12 gennaio 2025. URL consultato il 13 gennaio 2025.
12. ↑  Partita inizialmente prevista per il 21 aprile 2025 e in seguito rinviata al 13 maggio 2025 per la morte di Papa Francesco.